# Pasqual Pere Moles
Pasqual Pere Moles i Coronas (Valencia, 23 de octubre de 1741-Barcelona, 26 de octubre de 1797) fue un grabador calcográfico español.

## Biografía
Discípulo de José Vergara y de José Camarón, después cursó estudios en la nueva Real Academia de Bellas Artes de San Carlos de Valencia con Vicente Galcerán. Fue también discípulo de Francesc Tramulles Roig, en Barcelona. Instalado en Barcelona, en 1762 se convirtió en grabador de la Junta de Comercio y participó como grabador con tres láminas por dibujos de Tramulles en la Máscara Real executada por los Colegios y Gremios de la Ciudad de Barcelona para festejar el feliz y deseado arribo de nuestros Augustos Soberanos, Don Carlos III y Dª María Amalia de Saxonia (1764), con los  que obtuvo el nombramiento de académico supernumerario de San Fernando en diciembre de 1765. Amplió estudios en París, pensionado por la Junta de 1766 a 1774, año en que firmó La pesca del cocodrilo por pintura de François Boucher con su dedicatoria «a la Real Junta Particular y Consulado de Comercio, Fábricas y Agricultura del Principado de Cataluña». Fue fundador de la Escuela Gratuita de Diseño patrocinada por la Junta de Comercio, que abrió en 1775, instalada en el edificio del Palacio de la Lonja de Mar, germen de la escuela oficial de bellas artes barcelonesa. Aparte de consolidar la escuela y de poner las bases de su museo, que se convertiría en el primer museo de arte de Cataluña —actualmente en la Real Academia Catalana de Bellas Artes de San Jorge—, continuó ejerciendo como grabador de reproducción en técnica calcográfica. Colaboró intensamente en la ilustración de las Memorias históricas de Antonio de Capmany, desde 1779. Tras un breve periodo de desequilibrio mental, poco advertido por los que le rodeaban, se suicidó tirándose por una ventana de la escuela, que dirigió hasta su muerte.